# Банановые
Бана́новые (лат. Musáceae) — семейство однодольных растений, родиной которого являются тропические регионы Африки и Азии.
Представители семейства — крупные травянистые растения с листьями, влагалища которых накрывают друг друга и формируют ложный стебель, благодаря которому растения выглядят как деревья.
Формула цветка: {\displaystyle \uparrow P_{{(3+2)},1}\;A_{{3+2}+{1^{st}}}\;G_{({\overline {3}})}}

## Роды
- Ensete
- Musa